# Capalonga
Capalonga es un municipio filipino de tercera clase, perteneciente a la provincia de Camarines Norte, en la región de Bicolandia.

## Toponimia
El lugar puede aparecer referido como «Capalonga» y «Capalongan».

## Historia
Hacia mediados del siglo XIX, el lugar tenía contabilizada una población de 670 habitantes, repartidos en 111 casas. Aparece descrito en el primer volumen del Diccionario geográfico, estadístico, histórico de las Islas Filipinas (1850) de Manuel Buzeta Núñez y Felipe Bravo con las siguientes palabras:

CAPALONGA llamado tambien CAPALONGAN: pueblo con cura y gobernadorcillo, en la isla de Luzon, prov. de Camarines-Norte, dióc. del arz. de Nueva-Cáceres; sit. en los 126° 5' long., 14° 19' lat., en la costa N. de la prov., en terreno llano, á la orilla izq. del desagüe del r. que toma su nombre; su clima es templado y saludable, hallándose defendido de los vientos del S. y S. E. Tiene, con sus 2 anejos Manjo y Dajican, como unas 111 casas, en general de sencilla construccion, distinguiéndose entre ellas la casa parroquial y la llamada tribunal ó de justicia, donde se halla la cárcel. Hay escuela de primeras letras, á la que concurren muchos alumnos, dotada de los fondos de comunidad; é igl. parr. servida por un cura secular. Inmediato á esta se halla el cementerio, que es bastante capaz y ventilado. Este pueblo tiene un camino que sigue la direccion del r. de su nombre, por medio del cual se comunica con sus dos amigos ya espresados. Recibe, como todos los de la isla, el correo semanal establecido en ella en dias indeterminados. El term. confina por E. con el de Mambulao (cuyo pueblo dista unas 6 leg.); por O. con el mar; por S. con la cordillera de montes que se estiende por el centro de la prov. de E. á O. (dist. 4 ½ leg.), y por N. tambien con el mar. El terreno es bastante montuoso, aunque tambien lo hay llano. En sus montes se hallan buenas maderas, el naga, el amuyon y el palo María, y de sus bosques se saca brea y alquitran. Hay tambien caza mayor y menor, como búfalos, javalíes, gallinas, patos, palomas, gallos, carabaos, etc. prod. arroz, abacá, caña dulce y mucha miel y cera que depositan las abejas en los huecos de los troncos de los árboles ó en las canteras. La ind. consiste en la agrícola, en la fabricacion de varios tejidos de abacá y algodon, en la pesca y en la cria de ganados vacuno, caballar y de cerda, y algunos otros animales. El comercio se reduce á la esportacion del sobrante de los art. naturales é industriales, y á la importacion de aquellos de que carecen. pobl. 670 alm., 162 trib., que ascienden á 1,620 rs. plata, equivalentes á 4,050 rs. vn.
(Buzeta y Bravo, 1850, pp. 496-497)

En 2020, tenía censados 36 223 habitantes.